# Lopukhovka (Volsk)
|  | Per a altres significats, vegeu «Lopukhovka». |

Lopukhovka (en rus: Лопуховка) és un poble de l'óblast de Saràtov, a Rússia, segons el cens del 2010 tenia 3 habitants. Pertany al districte municipal de Volsk.